# Arteria cerebri media

Circulus arteriosus cerebri

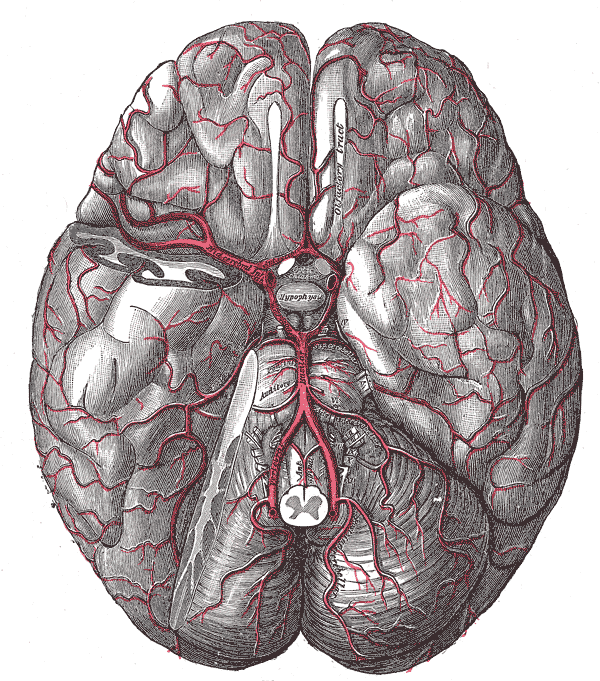
Arterielle Hirngefäße des Menschen

Die Arteria cerebri media (lat. mittlere Gehirnschlagader) ist eines der drei arteriellen Hauptgefäße des Gehirns. Sie ist der seitwärts gerichtete Endast der Arteria carotis interna und somit Bestandteil des arteriellen Gefäßrings an der Gehirnbasis (Circulus arteriosus cerebri). Sie gibt in ihrem Verlauf mehrere kleine Äste ab, mit deren Hilfe Teile des Großhirn mit Sauerstoff und anderen Nährstoffen versorgt werden.

## Segmente
An der Arteria cerebri media (engl. middle cerebral artery, MCA) werden vier Segmente M1–M4 unterschieden:
- M1: Das sphenoidale Segment reicht vom Abgang bis zur ersten größeren Aufzweigung. Aus ihm entspringen nach unten und innen (ventromedial) die Arteriae centrales anterolaterales sowie nach oben und außen (dorsolateral) die Arteria uncalis, die Arteria temporopolaris und die Arteria temporalis anterior.
- M2: Es besteht aus einem Truncus superior und einem Truncus inferior und erstreckt sich in der Inselregion (Inselsegment).
- M3: Der Verlauf entlang des Operculums.
- M4: Das terminale Segment sind die auf der Großhirnrinde (cortical) sichtbaren Endäste.

## Versorgungsgebiet
Die Arteria cerebri media ist das größte hirnversorgende Gefäß und beliefert vor allem die lateralen (seitlichen) Flächen von Stirn-, Scheitel- und Schläfenlappen. Ferner fallen unter ihr Versorgungsgebiet auch wichtige Schaltzentren im Zwischenhirn wie Teile des Thalamus, der benachbarten Basalganglien sowie die Capsula interna und die Inselrinde.

## Erkrankungen

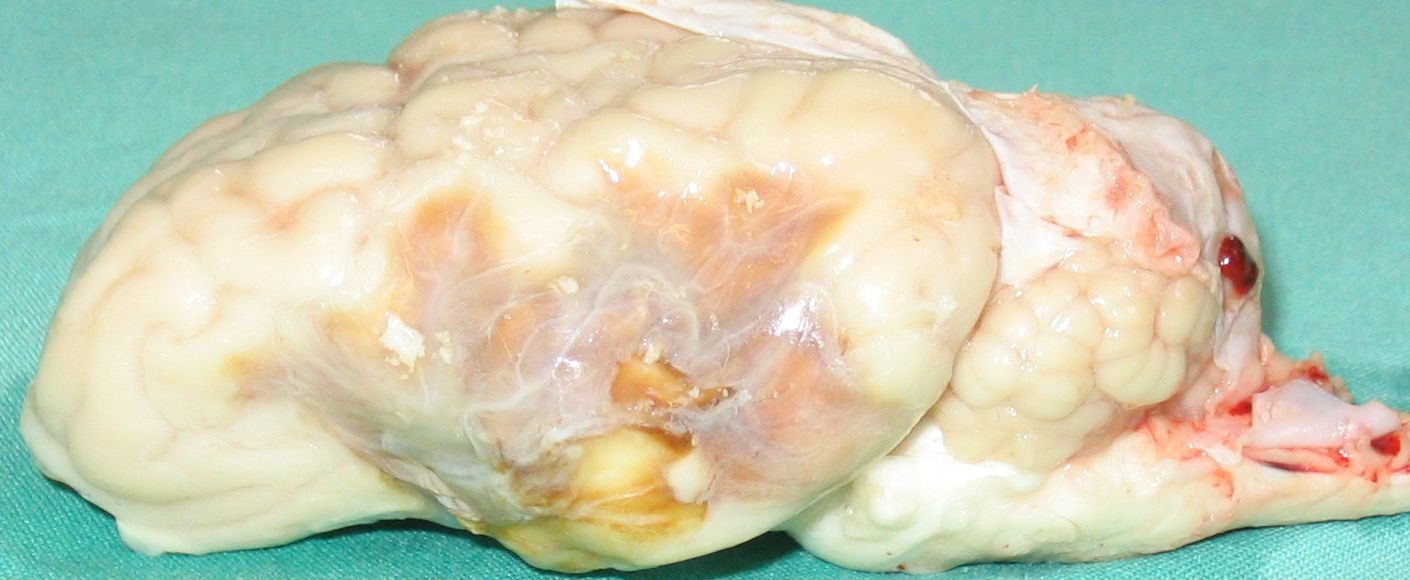
Gehirn eines Schafes mit Hirninfarkt infolge Verschluss der A. cerebri media

Schlaganfälle betreffen häufiger das Versorgungsgebiet der Arteria cerebri media (Mediainfarkt) als das der anderen Hirnarterien. Sie äußern sich in der Regel mit gesichts- und armbetonter Halbseitenlähmung und Spastik der gegenüberliegenden Körperhälfte sowie Gefühlsstörungen der entsprechenden Körperzonen. Gesichtsfeldstörungen, Sprachstörungen, Neglect und Apraxien sind ebenfalls häufig.
Als seltene Fehlbildung kann die Arteria cerebri media sich in eine Vielzahl kleiner Gefäße umbilden. Diese Erkrankung kommt vor allem bei Japanern vor und wird Moyamoya genannt.